# Nati nel 1372
| Questa pagina contiene informazioni ricavate automaticamente dalle voci biografiche con l'ausilio del template Bio e di un bot. L'aggiornamento è periodico e automatico e ricostruisce completamente la pagina. Se manca una persona in questa lista, sei pregato di non aggiungerla, ma accertati piuttosto che la sua voce biografica contenga il template Bio e che i dati anagrafici siano correttamente compilati. Se il template Bio manca, inseriscilo tu stesso o, in alternativa, metti l'avviso {{tmp\|Bio}} che ne segnala la mancanza. Se i dati riportati sono sbagliati, correggi direttamente la voce biografica; le modifiche saranno visibili in questa lista entro pochi giorni. Per chiarimenti vedi il progetto biografie. La lista contiene solo le 14 persone che sono citate nell'enciclopedia e per le quali è stato implementato correttamente il template Bio. Pagina aggiornata al 18 apr 2025. |

- 18 febbraio - Ibn Hajar al-'Asqalani, giurista arabo († 1449)
- 13 marzo - Luigi I di Valois-Orléans, cavaliere medievale francese († 1407)
- Archibald Douglas, IV conte di Douglas, nobile e militare scozzese († 1424)
- Elena Dragaš, imperatrice bizantina († 1450)
- Beatrice del Portogallo, sovrana portoghese
- Giovanni da Imola, giurista italiano († 1436)
- Paolo Guinigi, politico italiano († 1432)
- Pietro Loredan, militare e politico italiano († 1438)
- Olivera Despina, principessa serba († 1444)
- Tebaldo Sessi, vescovo cattolico e giurista italiano († 1439)
- Palla Strozzi, banchiere, politico e letterato italiano († 1462)
- Giovanni Toscani, pittore italiano († 1430)
- Lucia Visconti, nobildonna italiana († 1424)
- Andrea de' Pazzi, politico italiano († 1445)